# William McMillan (sportskytt)
William Willard "Bill" McMillan, född 29 januari 1929 i Frostburg i Maryland, död 6 juni 2000 i Encinitas i Kalifornien, var en amerikansk sportskytt.
McMillan blev olympisk guldmedaljör i snabbpistol vid sommarspelen 1960 i Rom.